# Evangelische Kirche (Queckborn)

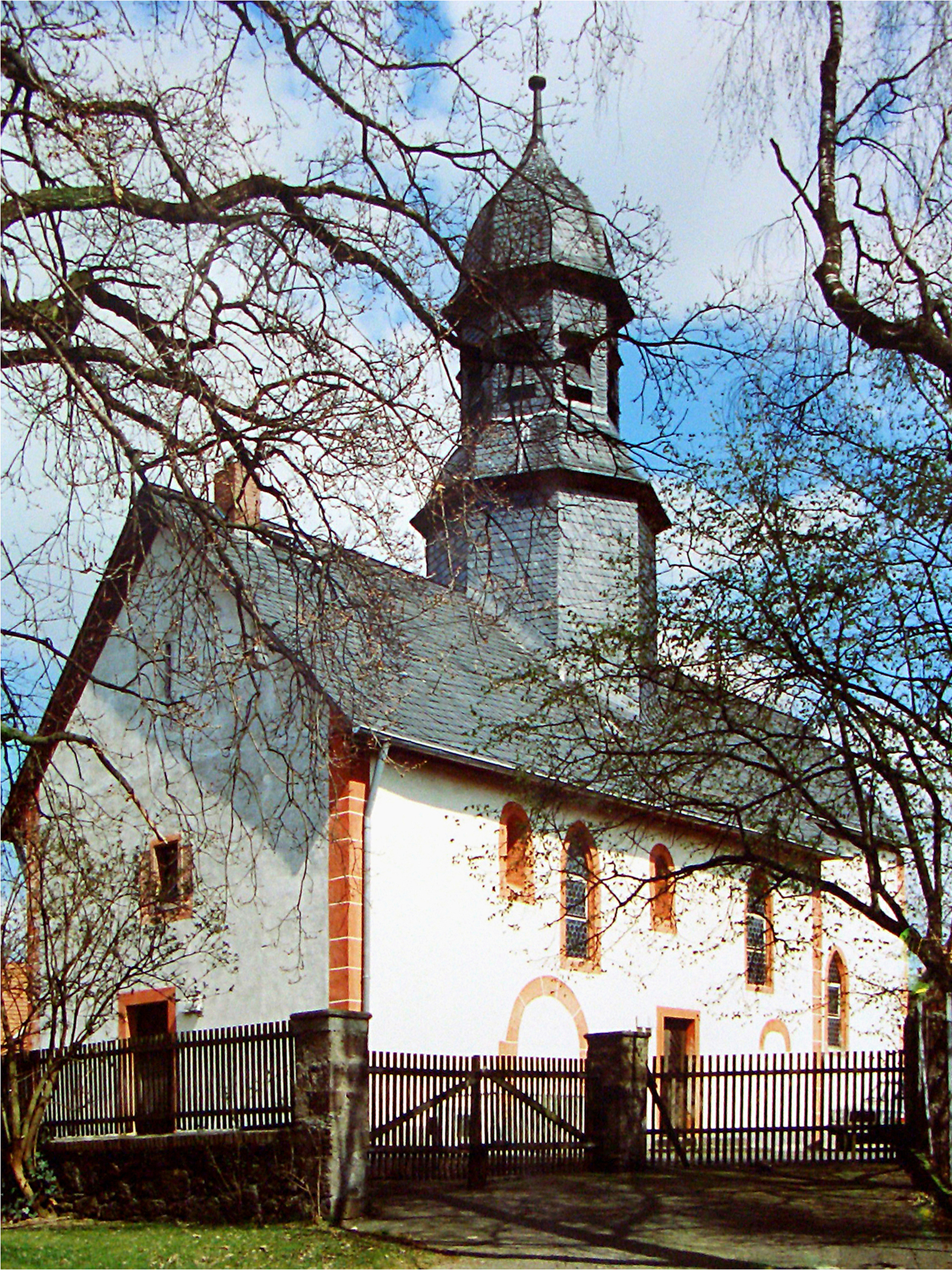
Kirche von Südwesten

Die Evangelische Kirche in Queckborn, einem Stadtteil von Grünberg im Landkreis Gießen (Mittelhessen), ist eine romanische Saalkirche mit eingezogenem Rechteckchor. Sie geht in den ältesten Teilen auf das ausgehende 11. Jahrhundert zurück und erhielt ihre heutige Gestalt im 15. Jahrhundert. Mit ihrem zweigeschossigen barocken Dachreiter prägt die Kirche das Ortsbild und ist hessisches Kulturdenkmal.
Die Kirchengemeinde gehört zum Dekanat Gießener Land in der Propstei Oberhessen der Evangelischen Kirche in Hessen und Nassau.

## Geschichte

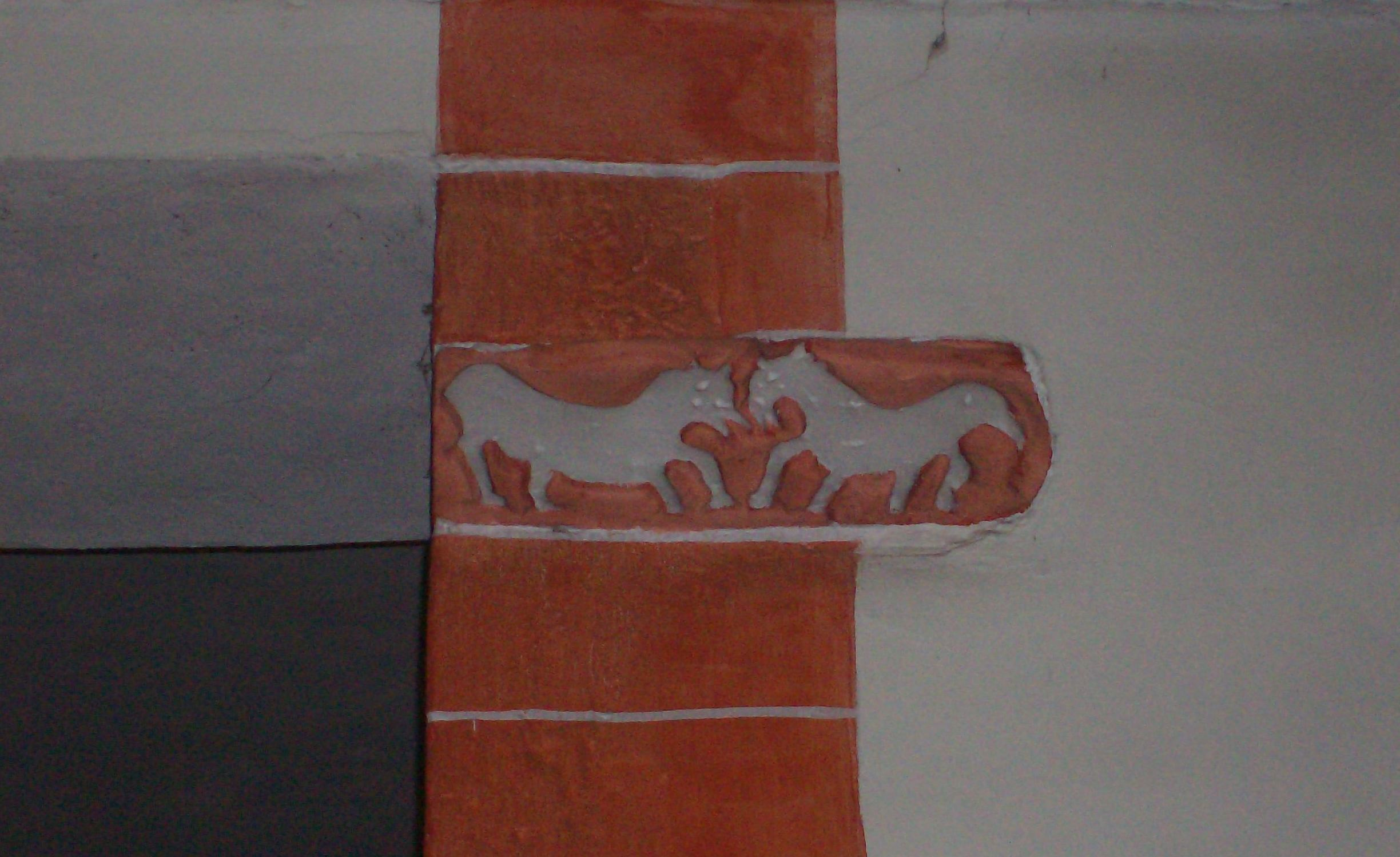
Reliefstein am Chorpfeiler

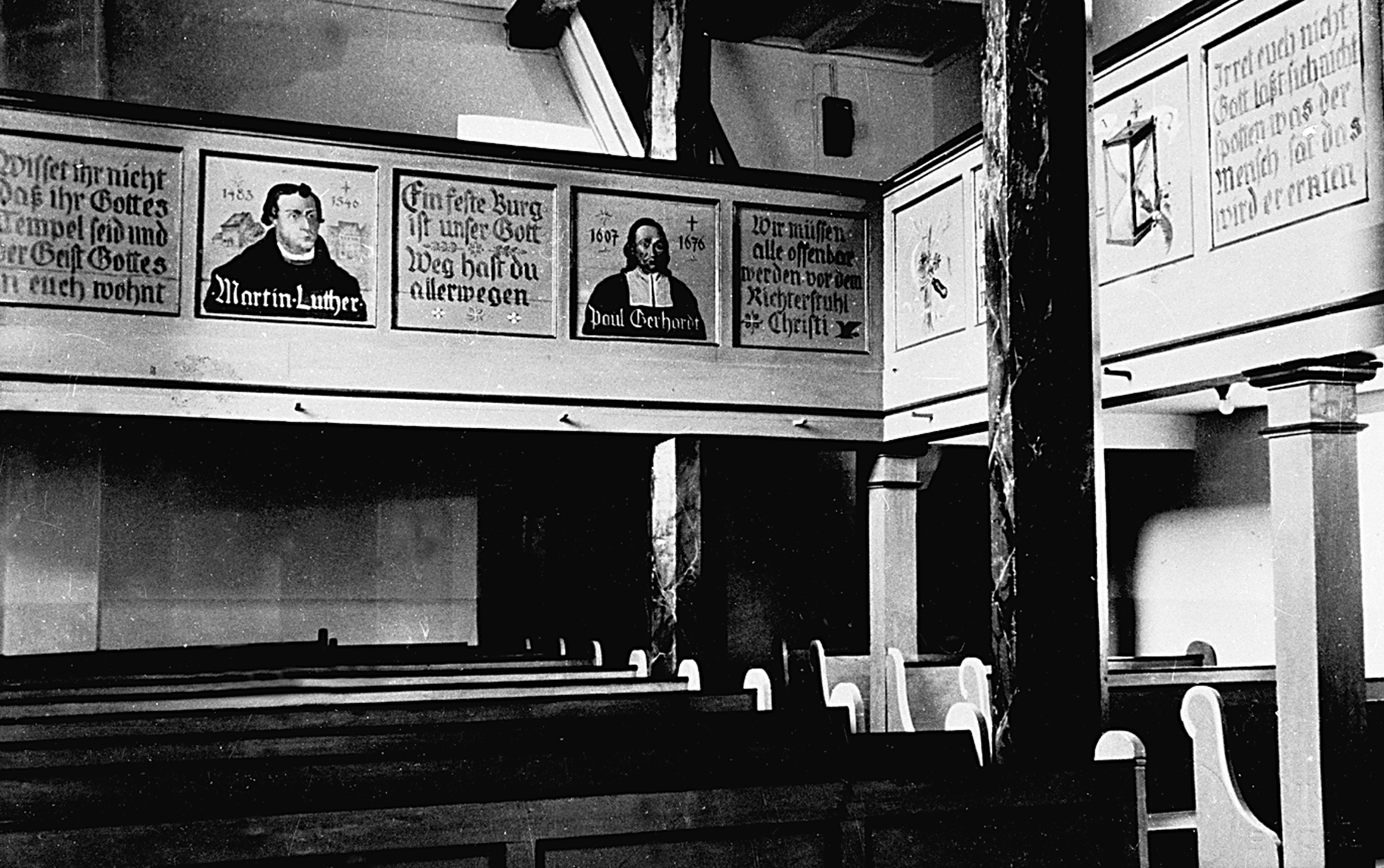
Brüstungsmalereien zwischen 1950 und 1968

Die im 11., spätestens im 13. Jahrhundert errichtete Kirche war ein vom niederen Adel errichtetes Steinhaus, das wahrscheinlich als selbstständige Eigenkirche diente. Die Familie „von Queckborn“ ist im Jahr 1108 erstmals nachgewiesen. Der Ort steht ab 1186 in enger Beziehung zu Grünberg, das jünger als Queckborn ist. Dass die von Strebekotz, eine Burgmannenfamilie aus Grünberg, die den Mainzer Bischöfen dienten, die Kirche erbauten und sie der Rittersaal ihrer Burg gewesen sei, gilt heute als unwahrscheinlich, da die Kirche errichtet wurde, bevor die von Strebekotz die Queckbörner Lehen besaßen. Zudem sprechen die Verspannfundamente unter dem Chorbogen, die Ostung des Gebäudes und das Verhältnis von Länge und Breite von zwei Dritteln zu einem Drittel für eine sakrale Verwendung des Gebäudes von Anfang an. Eine Verwendung der Kirche als Burgkapelle kann indes nicht ausgeschlossen werden. Verkohlte Holzreste sprechen dafür, dass das Kirchendach verbrannte (möglicherweise im Zuge der Auseinandersetzungen der Mainzer mit den Thüringern) und 1222 erneuert wurde. Nach anderer Auffassung wurde das Gebäude erst um 1222 von der Familie von Queckborn erbaut, ehemalige Burgbesitzer niederen Adels, die in dem zweigeschossigen Haus unten Wirtschaftsräume und oben Wohnräume unterhielten und den Chor als Kapelle nutzten.
Eine Urkunde von 1193 erwähnt eine „capellan von Quecborn“, eine andere Urkunde einen Wibboto als Priester von Queckborn. Ein anderer Priester wird im Jahr 1224 und ein Pleban 1374 genannt. Wohl um 1400 entstand die hölzerne Flachdecke und wurden Langhaus und Chor unter einem gemeinsamen Dach vereint. Im 15. Jahrhundert gehörte Queckborn kirchlich zum Archidiakonat St. Johann in der Erzdiözese Mainz. Mit Einführung der Reformation wechselte die Kirchengemeinde zum evangelischen Bekenntnis; als erster lutherischer Pfarrer wirkte hier Vulpertus ab 1536. Im Jahr 1550 wurde Lauter eine Filiale der Queckborner Pfarrkirche.
Während des Dreißigjährigen Krieges wurden Emporen und Gestühl von schwedischen Soldaten verbrannt, Einrichtungsgegenstände gestohlen oder ruiniert und die Kirche beschädigt. 1728 war die Kirche durch Schäden besonders am Dachreiter baufällig geworden, sodass er „dergestalten baufällig und ruinos geworden, daß man ohne Leib- und Lebensgefahr in der Kirche nicht mehr wohl seyn konnte, solcher auch endlich gar einfallen und die Kirche einschmeißen dörfte“. 1730 wurden der Dachreiter vollständig erneuert und Emporen eingebaut, deren Brüstungen von Johannes Krug aus Grünberg mit den zwölf Aposteln bemalt wurden. In den Jahren 1837 bis 1839 erfolgte eine Außen- und Innensanierung, bei der die West- und Nordwand zumindest teilweise neu aufgeführt wurden und ein neues Westportal und die beiden klassizistischen Nordfenster entstanden. Eine Sakristei aus gotischer Zeit wurde abgebrochen und die Durchgangstür vermauert. Die gotischen Fenster verloren ihr Maßwerk. Zudem wurde das Innere im Stil des Spätklassizismus umgestaltet, der Chorbogen entfernt und die Orgel von der Westempore auf die Chorempore umgesetzt. Zu diesem Zweck musste die Chordecke angehoben werden. In den Chorpfeiler wurde ein Reliefstein als Spolie eingelassen, der Fußboden mit neuen Sandsteinplatten belegt und Gestühl, Emporen, Treppen und Kanzel samt Pfarrstuhl erneuert. In den Jahren 1951/52 erfolgte eine Außen- und Innensanierung. Zwischen 1968 und 1972 wurde das Schiff nach Norden hin erweitert und die Emporen und das Gestühl erneuert. Das Kirchenschiff erhielt eine neue Decke. Die Einweihung eines Gemeindehauses erfolgte im Jahr 1972, die Wiedereinweihung der Kirche am 28. Oktober 1973. Sie erhielt 2001 einen hellgelben Außenanstrich.

## Architektur

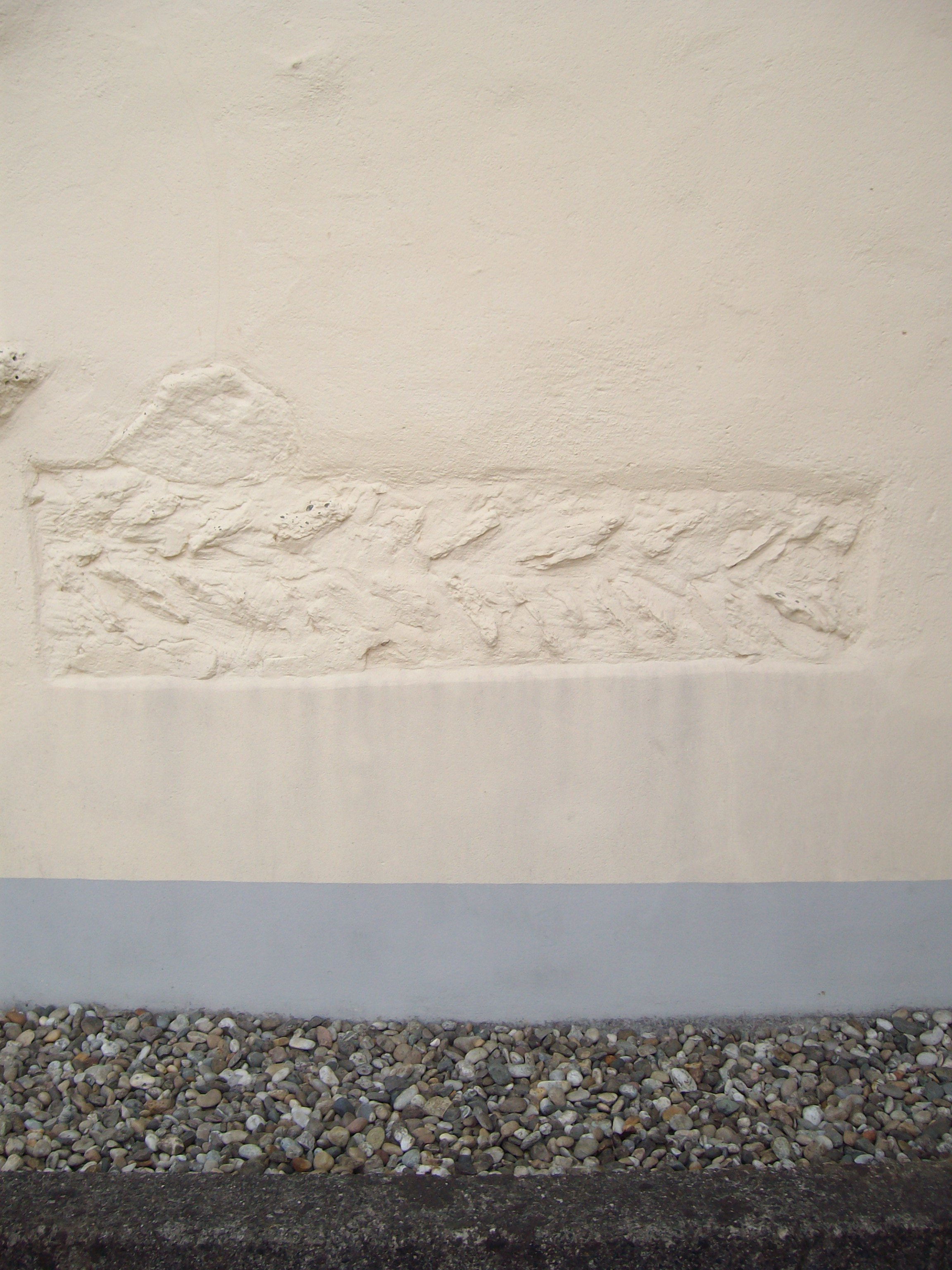
Opus spicatum in der Chorwand

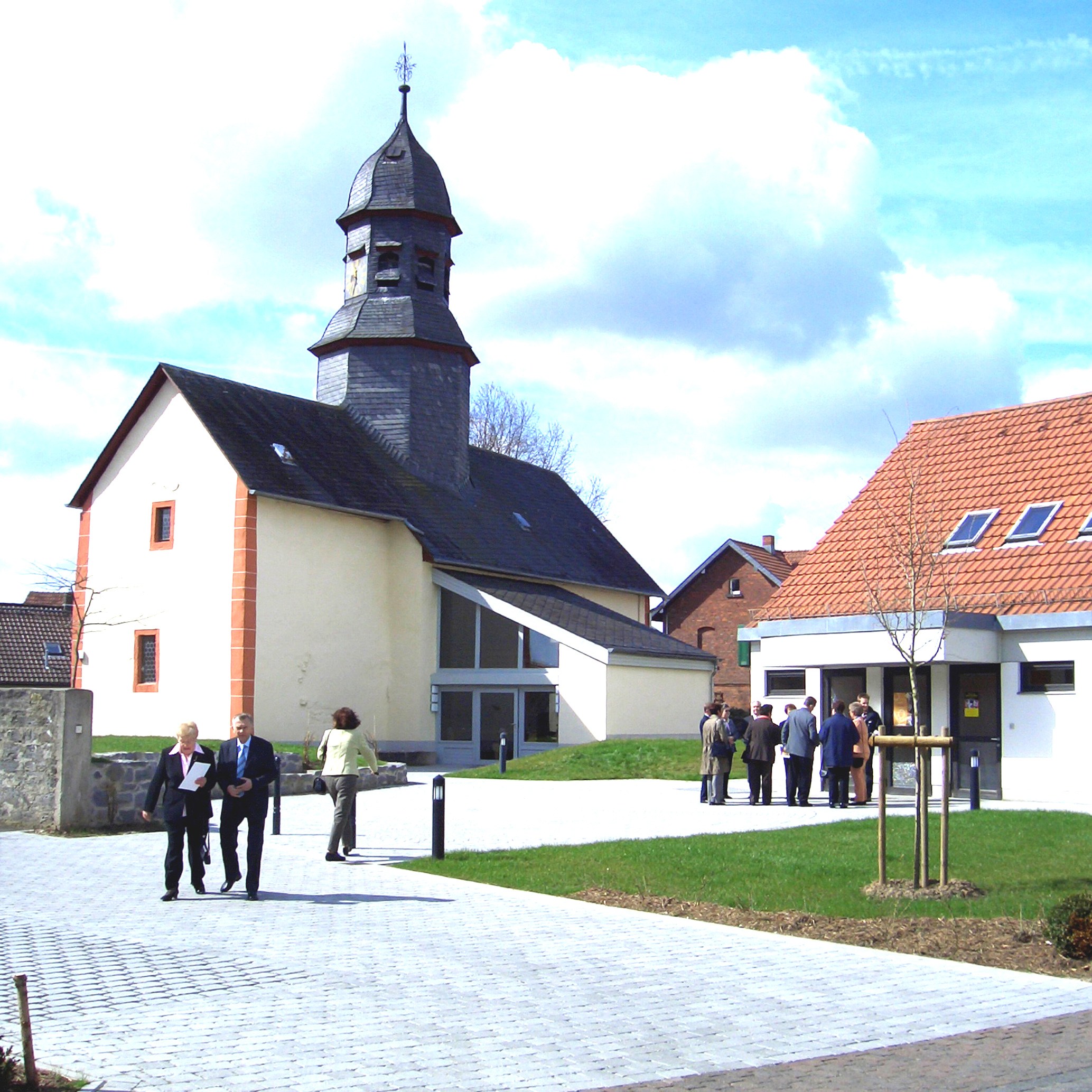
Blick von Nordosten

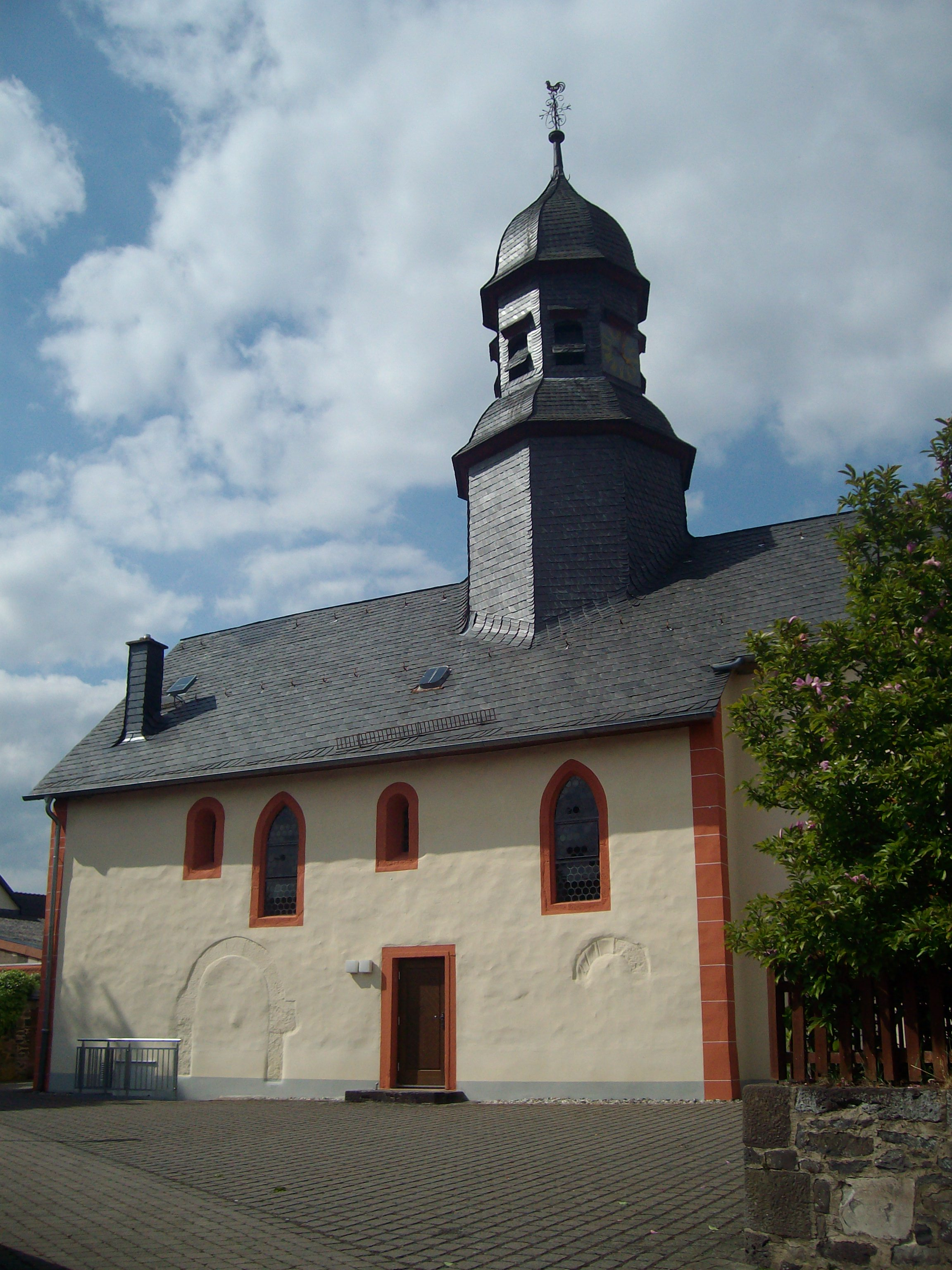
Südseite

Die geostete Saalkirche ist erhöht im Ortskern aus verputztem Basalt-Bruchsteinmauerwerk mit Eckquaderung aus Sandstein errichtet. Ein Satteldach mit durchgehendem First verbindet das Schiff mit dem schmaleren Chor. Der Fischgrätenverband in der nördlichen Chorwand und die beiden hochsitzenden kleinen romanischen Rundbogenfenster (0,26 Meter × 0,85 Meter) in der Südwand des Langhauses weisen auf eine Entstehung im 11. Jahrhundert.
Das Kirchenschiff hat an der Südseite zwei sekundär vermauerte unterschiedlich große rundbogige Portale aus zwei verschiedenen Umbauten im  13. Jahrhundert. Die rechte Südtür hat links am Sandsteinbogen Wetzrillen. Der Überlieferung zufolge sollen die Burgmannen hier ihre Waffen geschärft haben oder Steinstaub hergestellt worden sein, dem eine heilende Wirkung zugesprochen wurde. Die zwei spitzbogigen Fenster in der Südwand vom Schiff (0,80 Meter × 2,05 Meter) und das Spitzbogenfenster in der Südwand des Chors (0,73 Meter × 2,00 Meter) stammen aus dem 15. Jahrhundert. Das östliche Chorfenster (0,45 Meter × 1,20 Meter) hat heute einen geraden Sturz. Das Schiff wird durch zwei rechteckige Türen erschlossen. Die Südtür wurde im Jahr 1730 geschaffen, die zwei großen rundbogigen Nordfenster (1,05 Meter × 3,30 Meter) im Stil des Klassizismus und das Westportal 1837. Ein Schlitzfenster im Westgiebel, das für alt gehalten und als Hinweis gegen eine vollständige Erneuerung von Nord- und Westwand im 19. Jahrhundert angeführt wurde, stammt nach neuen Untersuchungen des Trägerbalkens aus dem 19. Jahrhundert. Demnach wurden beide Wände neu errichtet. Die spitzbogige Tür zur ehemaligen Sakristei an der nördlichen Chorwand ist vermauert. Der moderne Erweiterungsbau an der Nordseite auf rechteckigem Grundriss in der Art eines Seitenarms hat ein Pultdach, das unterhalb der Traufe des Schiffes ansetzt.
Der zweigeschossige, verschieferte barocke Dachreiter von 1730 ist mittig aufgesetzt. Über dem achtseitigen Schaft leiten geschweifte Pultdächer zur kleineren Glockenstube über. Die welsche Haube wird von Turmknauf, Kreuz und Wetterhahn bekrönt. Das Kehlbalkendachwerk ist mittelalterlich, wie eine dendrochronologische Untersuchung am 17. September 2001 ergeben hat: Das Holz wurde im Winter 1221/1222 geschlagen und entsprechend damaliger Gewohnheit nicht jahrelang gelagert, sondern zeitnah verarbeitet. Demzufolge kann die Verzimmerung des Kirchendachs im Jahr 1222 und die Errichtung des Chordachs im Jahr 1439 angesetzt werden. Möglicherweise handelt es sich um das zweite Dachwerk, nachdem das erste abgebrannt war.

## Ausstattung

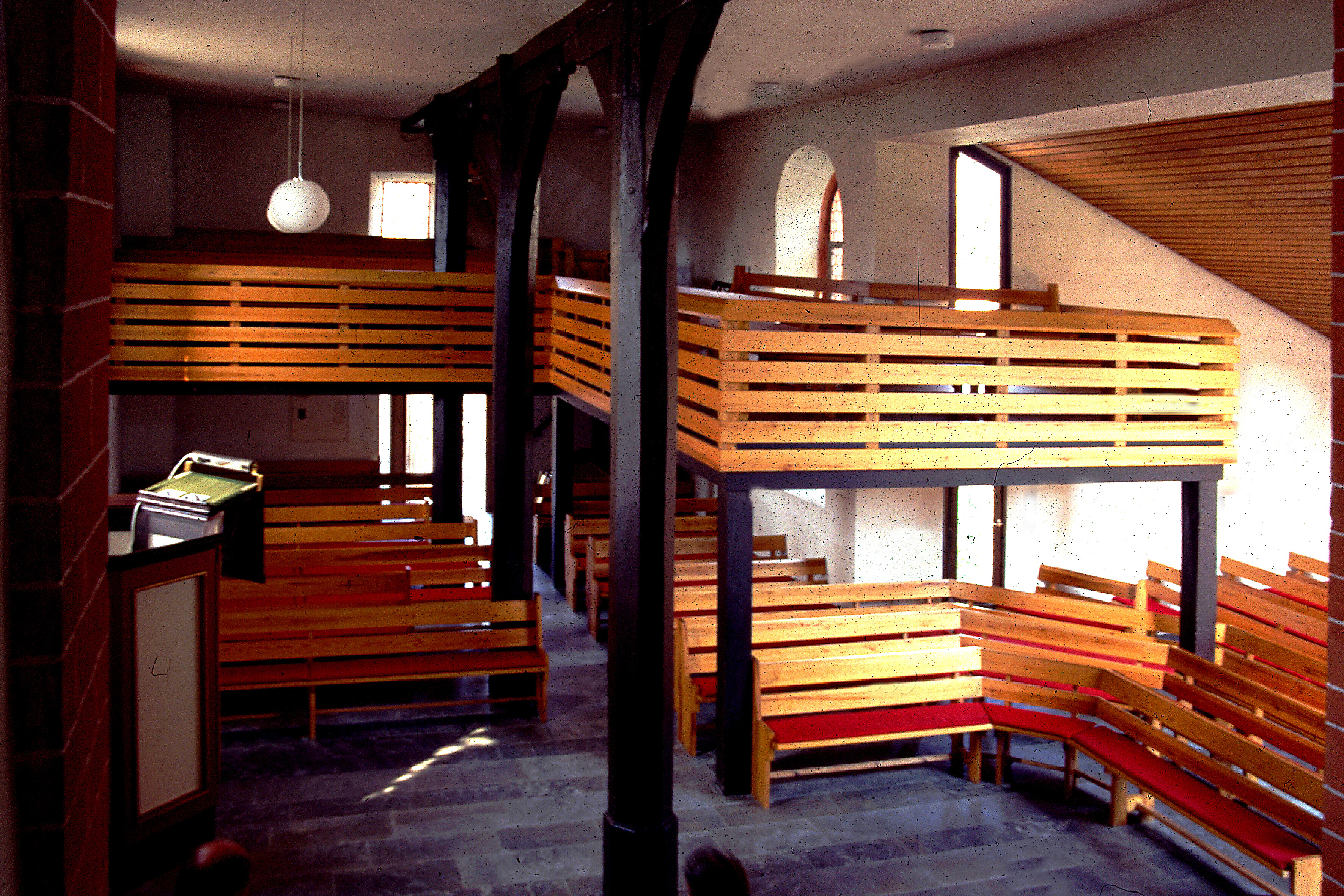
Gotische Pfeiler und Gestühl aus den 1970er Jahren

Der Innenraum wird von einer Flachdecke mit Unterzug abgeschlossen. Die drei achtseitigen gotischen Holzstützen mit Bügen datieren aus dem 15. Jahrhundert. Sie tragen auch das verblattete Kehlbalkendach. Oben am südlichen Chorpfeiler sind zwei sich gegenüberstehende Pferde auf einem Reliefstein angebracht. Der Reliefstein wurde als Grabstein gedeutet, der die Aufmalung „von Strebekurtz“ getragen haben soll. Von der Aufmalung ist heute nichts mehr erkennbar.
Der mittelalterliche Altar wird von einer Platte mit Weihekreuzen über Schräge bedeckt. Schreiner Fritz Hornig aus Queckborn schuf 1951 nach einem Entwurf des Schweinsberger Architekten Hancke die polygonale Kanzel, die am südlichen Chorpfeiler aufgestellt ist. Sie hat kassettierte Füllungen in den Kanzelfeldern und trägt das Christusmonogramm ☧. Ein 1839/40 von Pastor Venator  (Jäger) gestiftetes Kruzifix stand bis 1973 auf dem Altar und seitdem im Gemeindehaus. Seit 1973 steht ein neues Kruzifix auf dem Altar und vor der vermauerten Sakristeitür ein modernes Taufbecken. Das gesamte Gestühl und die Emporen wurden in dem Jahr erneuert und der Haupteingang in den nördlichen Anbau verlegt.

## Orgel

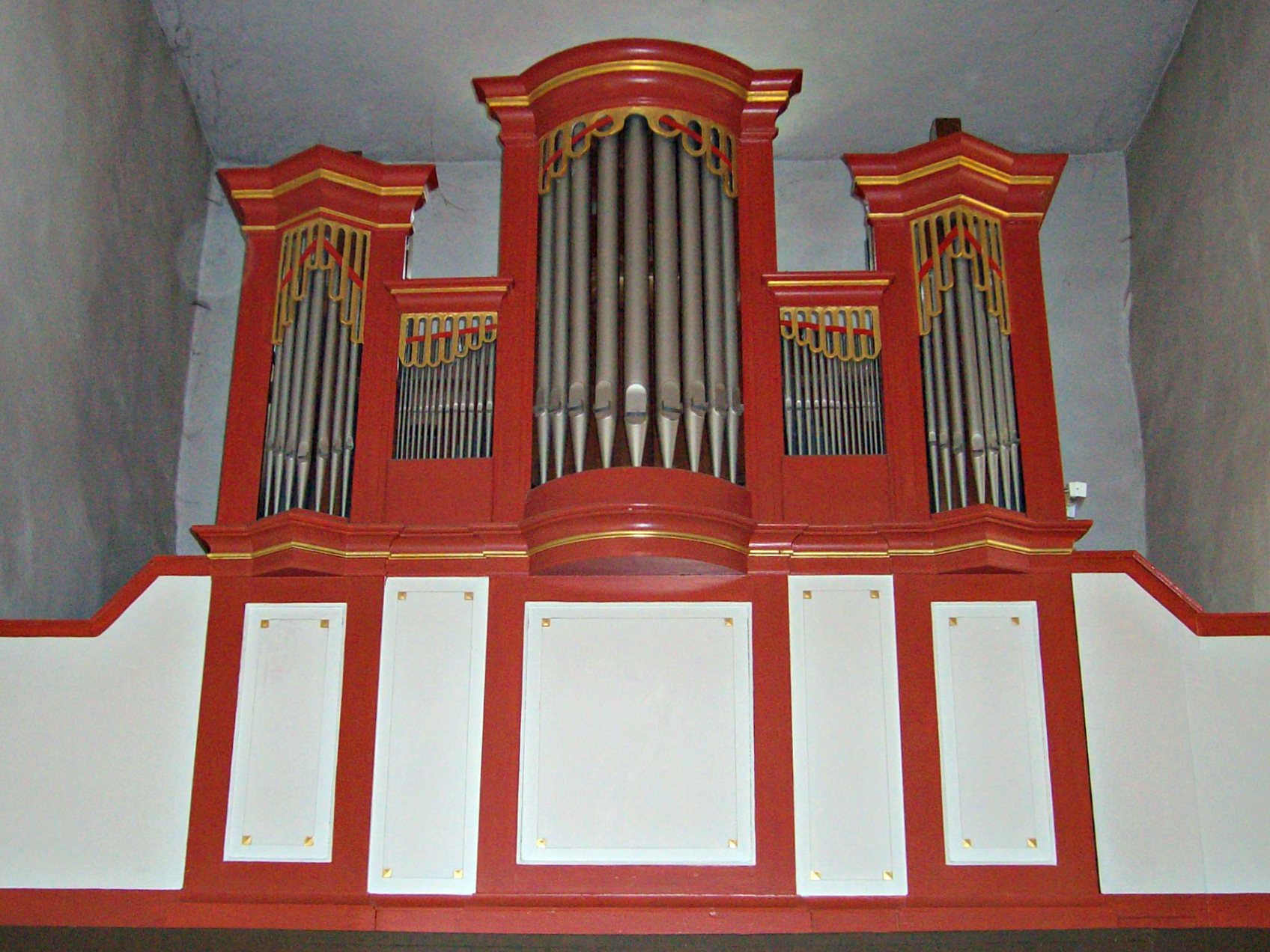
Förster-Orgelempore von 1873

Eine Orgel aus dem Jahr 1742 wurde 1773 repariert. Der erhaltene Prospekt stammt von einem unbekannten Orgelbauer, gleicht aber bis ins Detail (so die vergoldeten schlaufenförmigen Schleierbretter) den frühen Prospekten von Johann Hartmann Bernhard bis in die 1820er Jahre, beispielsweise in Borsdorf (1822). Im Zuge der Umsetzung im Jahr 1838 wurde ein neues Flötenregister angeschafft. Johann Georg Förster schuf 1873 ein neues, einmanualiges Instrument hinter dem übernommenen Prospekt. Der überhöhte runde Mittelturm wird von zwei Pfeifenflachfeldern und außen von zwei Spitztürmen flankiert. Die seitenspielige Brüstungsorgel verfügt über acht Register auf mechanischen Schleifladen. Ein zweites geplantes Pedalregister (Violonbass 8′) wurde nicht ausgeführt. Im Jahr 2017 renovierte die Licher Firma Förster & Nicolaus das Instrument umfassend. Die Disposition lautet wie folgt:
| I Manual C–f3   |    |
| Geigenprincipal | 8′ |
| Gedackt         | 8′ |
| Salicional      | 8′ |
| Octave          | 4′ |
| Gedacktflöte    | 4′ |
| Quinte          | 3′ |
| Octave          | 2′ |

| Pedal C–d1 |     |
| Subbass    | 16′ |

## Geläut

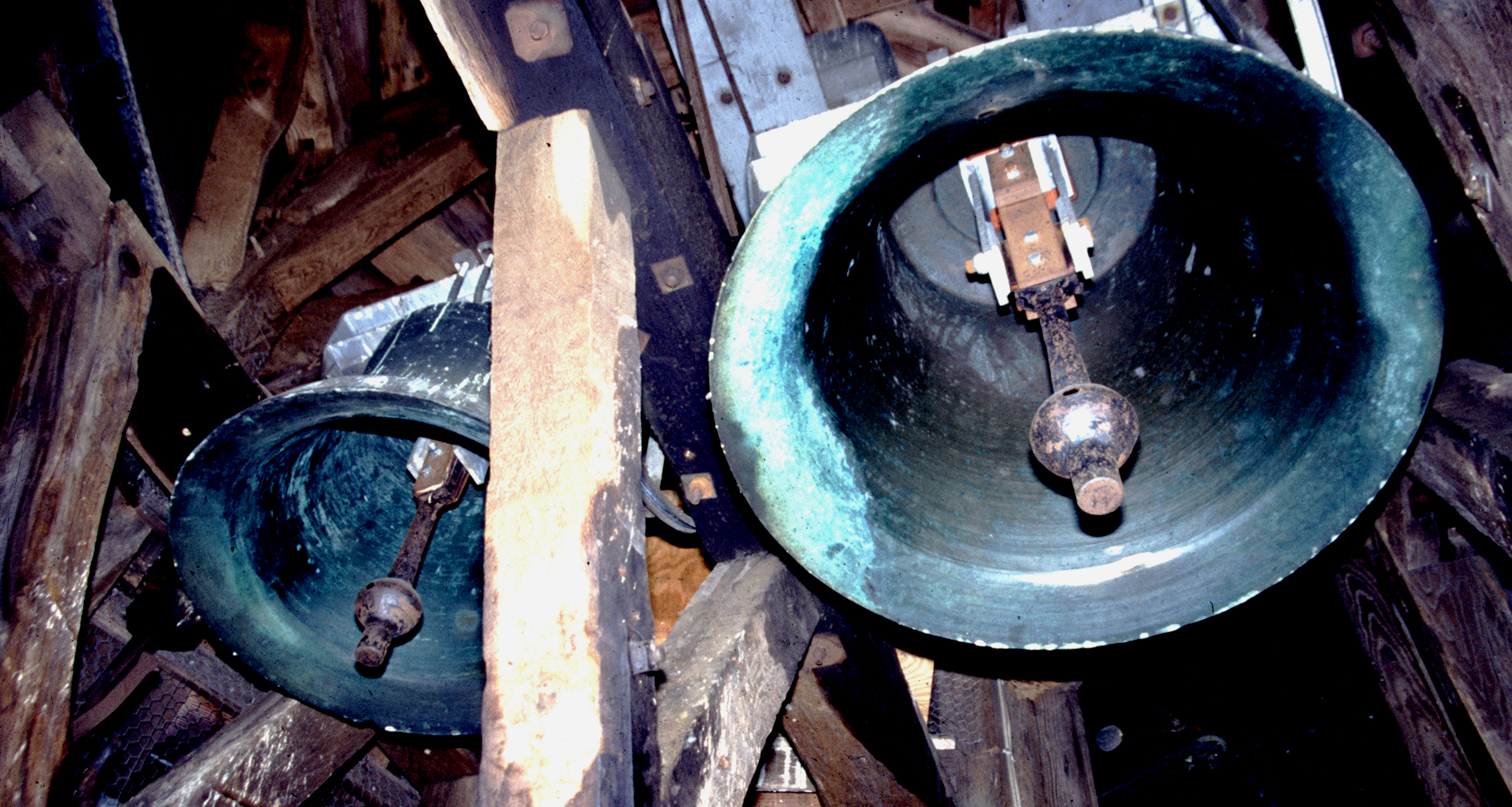
Queckbörner Geläut

Der Dachreiter beherbergt ein Zweiergeläut. Im Jahr 1605 ließ die Gemeinde eine Glocke gießen, die 1888 zersprang und von Georg Otto in Gießen umgegossen wurde. Sie trug oben die Inschrift „HS IK HM MLRS 1605 MTP LP2“ und unten „GH IM HB IH HF“. Der Verbleib einer jüngeren Glocke aus dem ersten Drittel des 17. Jahrhunderts ist ungewiss.
Die heutige ältere Glocke auf des2 (0,70 Meter Durchmesser, 175 kg Gewicht) wurde 1763 von Henschel aus Gießen gegossen. Ihre Inschrift lauten oben „I G BUFF PASTOR 1763 GOS I P HENSCHEL IN GISEN“ und unten „I GEERNERT G R S H HIRTZ B SCHELD NICOLAUS SCHMITT“.
Die große Glocke von 1888 wurde 1917 für Rüstungszwecke eingeschmolzen. Auf ihr war zu lesen: „GOß MICH GEORG OTTO IN GIESSEN FÜR QUECKBORN 1888. H. SCHILLINGE DERZEIT BÜRGERMEISTER; L. FRANZ, PFARRER – GOTT ZUM LOB, DER GEMEINDE ZUM HEIL, FRIEDE SEI IHR ERST GELÄUT, CONCORDIA SOLL IHR NAME SEIN –“.
Die Gemeinde schaffte 1921 als Ersatz eine neue Glocke der Firma Rincker an (0,88 Meter Durchmesser), die 1941 dasselbe Schicksal erlitt. Sie hatte die Inschrift „DIE KRIEGSNOT UNS DIE ALTE NAHM – IN FRIEDENSNOT DIE NEUE KAM – HERR MACH’ UNS EINIG“.
Die Firma Bachert aus Heilbronn goss 1949 eine neue Glocke auf b1 (0,885 Meter Durchmesser, 369 kg Gewicht), die die Inschrift trägt: „1605 – 1888 – 1921 – 1949. Ev. Gemeinde Queckborn. Ein feste Burg ist unser Gott.“